# Любомир Владикин
Любомир Николов Владикин (р. 3 септември 1891 – п. 22 май 1948) е български юрист, конституционалист и писател, син на Никола Владикин и племенник на митрополит Евстатий Пелагонийски.

## Биография

### Младост и Първа световна война (1914 – 1918)
Роден на 3 септември 1891 г. в село Голямо Белово, Пазарджишко. Майка му Мария Морфова, сестра на оперната певица Христина Морфова и композитора Александър Морфов е завършила френска филология в Женева. Баща му Никола Йонков Владикин е известен журналист, книжовник, писател, историк и политически деец. През периода от 1890 г. до 1912 г. е бил три мандата народен представител. Племенник е на владиката на Южна България (от Охрид до Одрин), познат под църковното име Евстатий Пелагонийски.
Любомир Владикин завършва класическа гимназия в София през 1910 г. След това следва правни и държавни науки в Софийския университет, където завършва през 1915 г. По време на Първата световна война през цялото време служи в българската армия на южния фронт. От 1910 г. участва в литературни кръжоци, пише стихове, литературни студии, публицистика. Дружи с младите писатели Димчо Дебелянов, Христо Ясенов, Димитър Силяновски, Николай Лилиев, Кирил Христов, Людмил Вълчанов, Георги Константинов и др.

### След войната
От 1920 г. е редовен член на Съюза на българските писатели, а от 1925 г. е негов секретар.
От 1921 до 1924 г. е на специализация на собствени разноски във Виена, Вюрцбург и Прага. От 1924 г. е доктор по държавни науки на Вюрцбургския университет и доктор по стопански науки на Виенския университет. От 1924 до 1928 г. работи като финансов експерт в Българската народна банка. Участва във финансовата стабилизационна програма на България, съавтор е на икономическата система „Kамбиален монопол“ (държавен монопол върху търговията с чуждестранни платежни средства). През 1927 г. излиза известната художествено-историческа книга „Царевград Търнов“. От 11 юли 1928 г. е редовен доцент при катедра общо държавни науки и българско конституционно право в Юридическия факултет на Софийския университет, а от 21 януари 1932 г. е професор в същата катедра. През периода 1930 до 1934 г. написва поредица от книги за конституциите на Румъния и Гърция, както и за новите конституции на Югославия и Австрия. За тази дейност е удостоен със званието „асоцииран член“ на академията на науките на Румъния, Югославия, Гърция и Австрия. През 1932 г. спечелва конкурса за изявени учени на Рокфелеровата фондация за Югоизточна Европа и заминава за 2 години за Италия и Франция. В Италия публикува трудове по държавно право и административно право, както и по стопански науки.
Работи с видния славист и българист Енрико Дамиани. За заслуги към научното и културно сътрудничество между България и Италия е удостоен от крал Виктор Емануил с благородническа титла „командаторе“ и е избран за член кореспондент на Италианската академия на науките. От 1933 до 1934 г. е декан на Юридическия факултет в Софийския университет. От 1934 г. е редовен професор в Свободния университет за политически и стопански науки в София (днес УНСС).

### Литературна дейност
През 1935 – 1938 г. написва поредица от книги: „История на Търновската конституция“, „Държавно устройство на САЩ и развой на модерната демокрация“, „Държавен съвет“ и др. От 21 юни 1938 г. е титуляр на катедра по общо държавно и конституционно право и отново декан на Юридическия университет. През 1938 – 1941 г. издава на книгите си на френски език – „La politique arts et science“, „Sur le pas de Schiller“ и „Tirnovo la ville de rois“, с предговори на проф. Михаил Арнаудов, Николай Дончев и Георги Константинов. Това му донася титлата почетен доктор на Френската академия и орден за заслуги. През периода 1939 – 1942 г. издава на немски език „Шилер и Гьоте във Ваймар“, „Теодор Кьорнер и Христо Ботев“, „Политическо развитие на България“ (на немски: Die politische Entwickling Bulgariens). В периода 1934 – 1944 г. е подпредседател на Института по международни изследвания, председател на Италиано-българската културна взаимност.
През целия си живот Любомир Владикин не е членувал в нито една политическа партия. В началото на 40-те години се включва активно във фашистката организация Съюз на българските национални легиони и за известно време е неин главен идеолог. През 1938 г. е предложен за министър на народното просвещение, но е отказал.

### Заболяване, лечение и смърт
През 1942 г. отказва да влезе в правителството на Богдан Филов. В началото на 1944 г. Владикин е на продължително лечение във Виена, където отново заминава в края на август 1944 г. За няколко дни се завръща в България и отново заминава, вече за Германия, на консултации за тежкото си здравословно състояние. „Народен съд“ – Шести състав го осъжда задочно на смърт. Заличен е като професор в Софийския и Свободния университет. Изключен е от Съюза на българските журналисти и от Съюза на българските писатели. Умира от рак на стомаха на 22 май 1948 г. в град Розенхайм, близо до Мюнхен, Германия.

## За него
- Налбантова, Елена. „Царевград в творчеството на Любомир Владикин“. // Архив за поселищни проучвания, 1993, № 1

Радева, Виолета. „Комунистите осъдиха на смърт най-големия наш конституционалист“, в. „Демокрация“, 4 септември 1996 г.